# Алвиг VI фон Зулц
Алвиг VI фон Зулц (на немски: Alwig VI von Sulz; † ок. 1236/ сл. 1240) от графския род фон Зулц е граф на Зулц на река Некар.

## Произход
Той е син на граф Алвиг V фон Зулц († 1235) и внук на граф Херман II фон Зулц († сл. 1217) и съпругата му фон Еберщайн. Брат е на граф Бертхолд I фон Зулц († 1252), Бертхолд II фон Зулц († 15 май 1253) и Еберхард фон Зулц († сл. 1273)

## Фамилия
Алвиг VI фон Зулц се жени за фон Вартенберг или за Хедвиг фон Хабсбург († 30 януари 1250), дъщеря на граф Албрехт IV „Мъдрия“ фон Хабсбург († 1240) и Хедвиг фон Кибург († 1260). Тя е сестра на римско-немския крал Рудолф I († 1291). Те имат децата:
- Херман IV фон Зулц III († между 15 юли 1308 и 10 септември 1311), граф на Зулц в Баар, баща на граф Херман V фон Зулц († 1311) и граф Бертхолд III фон Зулц († 1346)
- Кунигунда фон Зулц († сл. 1309), омъжена на 15 януари 1254 г. за Валтер III фон Ешенбах († юни 1299), син на Берхтолд I фон Ешенбах († 1236) и графиня фон Регенсберг († сл. 1236)
- Анна фон Зулц
- Агнес фон Зулц